# Sohrab
Sohrab (in alfabeto persiano: سهراب) è un nome proprio di persona persiano maschile.

## Varianti in altre lingue

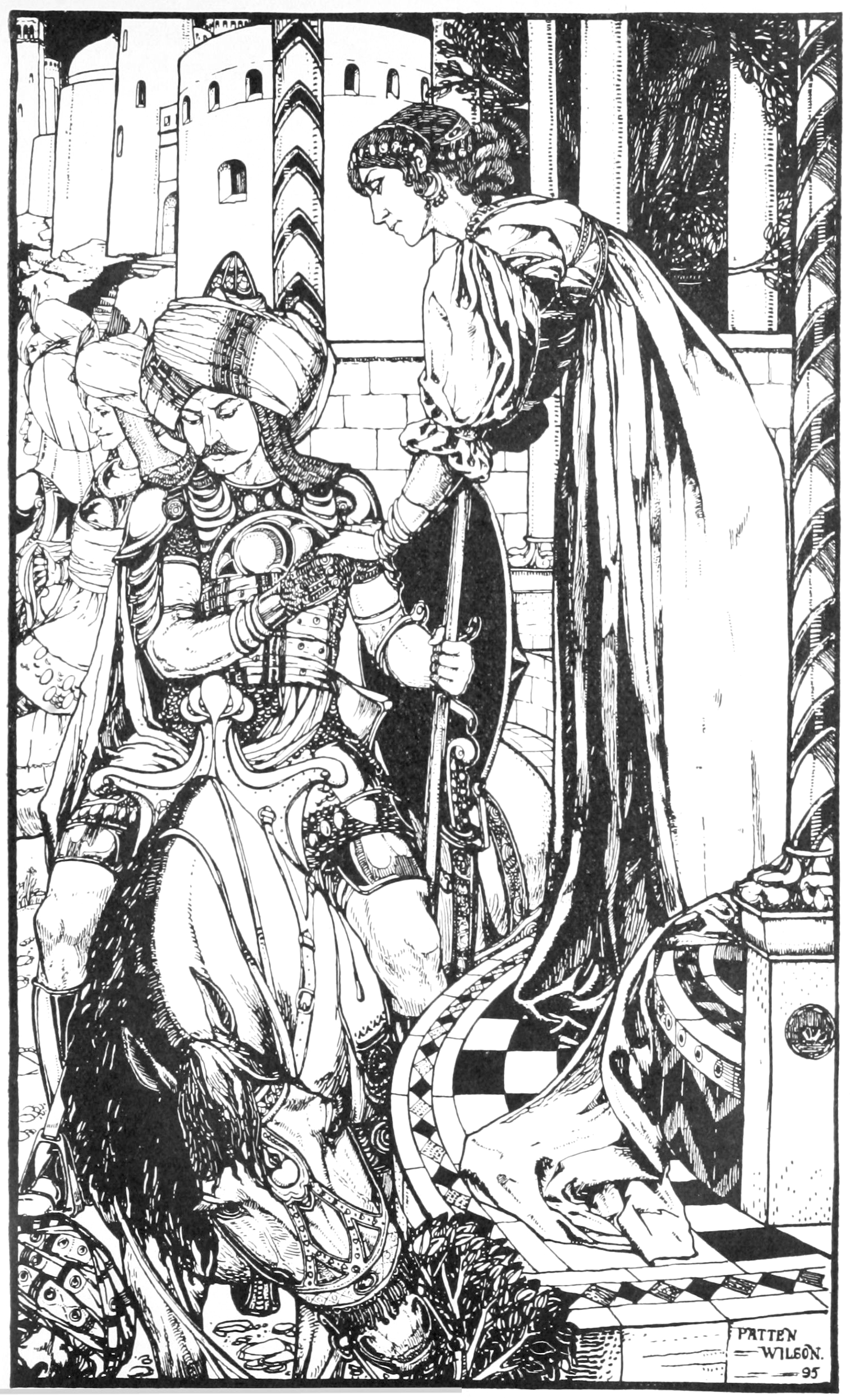
Sohrab saluta sua madre Thamina prima di partire, in un'illustrazione del 1895 dal The Yellow Book

- Georgiano: ზურაბ (Zurab)[1]
- Kazako: Сухраб (Sukhrab)[1]
- Kirghiso: Sukhrab[1]

## Origine e diffusione
Si tratta di un antico nome persiano, tratto dal poema epico Shāh-Nāmeh, dove è portato dal figlio dell'eroe Rostam; il suo significato è incerto, interpretabile forse come "illustre", "brillante" oppure come "acqua rossa".

## Onomastico
L'onomastico può essere festeggiato il 1º novembre, festa di Ognissanti, non essendovi santi con questo nome che è quindi adespota.

## Persone

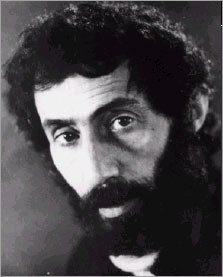
Sohrab Sepehri

- Sohrab Bakhtiarizadeh, calciatore iraniano
- Sohrab Moradi, sollevatore iraniano
- Sohrab Sepehri, poeta e pittore persiano

### Variante Zurab
- Zurab Azmaiparashvili, scacchista georgiano
- Zurab Cereteli, scultore, pittore e architetto russo
- Zurab Khizanishvili, calciatore georgiano
- Zurab Menteshashvili, calciatore georgiano
- Zurab Noghaideli, politico georgiano
- Zurab Shervashidze, principe di Abcasia
- Zurab Zhvania, politico georgiano
- Zurab Zviadauri, judoka georgiano